# Амбра

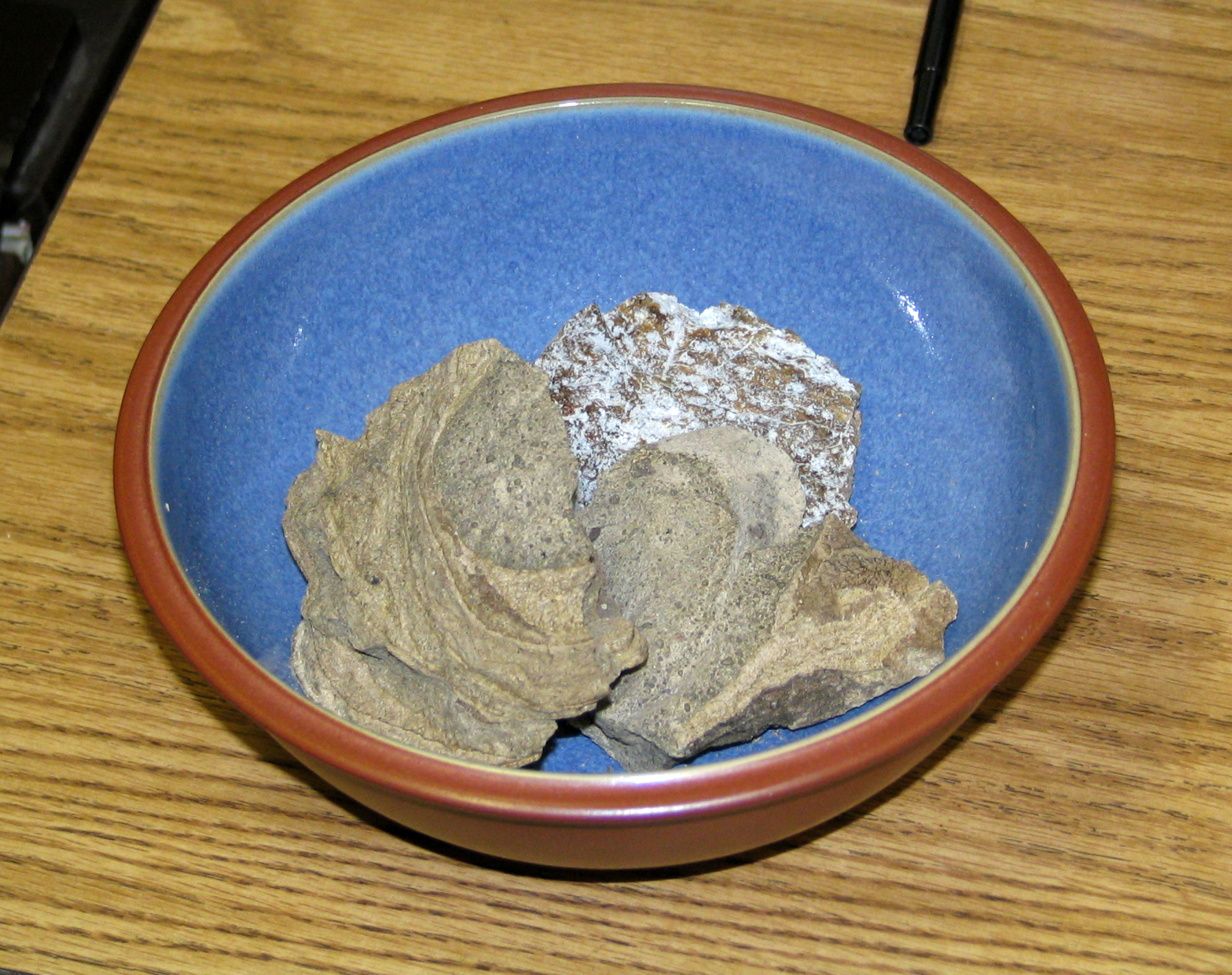
Амбра

Амбра — воскоподібна речовина, патологічне відкладення у кишці і шлунку кашалотів, що являє собою залишки неперетравлених хітинових частин їжі, що частково піддані дії шлунково-кишкових ферментів, після чого викинуті кишкою назовні. Ці «кишкові камені» утворюють згустки до 400 кг і часто концентруються навколо останків кальмарів. Амбру іноді знаходять в кишці кашалотів, а на узбережжі Індійського й Тихого океанів зустрічаються значні (маса до 100 кг) шматки амбри, що плавають на поверхні води.
Застосовується в парфумерії як фіксатор запаху і цінується дуже дорого. Виробляється штучно.

## Фізико-хімічні властивості
Яскраво-сіра, сіро-бура, а іноді жовто-зелена речовина з землистим запахом. Легко розм'якшується в руках, плавиться при 60 °С, не розчиняється у воді, але добре розчиняється у гарячому спирті, ефірі і оліях.
| Питома густина за температури 15 °С, кг/м³ | 780–920   |
| ------------------------------------------ | --------- |
| Температура плавлення, °С                  | 60–65     |
| Число омилення, мг КОН/г                   | 17,1      |
| Йодне число, г І2/100 г                    | 125       |
| Неомилюваних ліпідів, %                    | 35,1–44,9 |